# Шрадер, Фридрих Людвиг Германович
Фридрих Людвиг Германович Шрадер (23 октября 1854, Санкт-Петербург — март 1931) — петербургский фотограф, «отец Российского Фотопортрета при искусственном освещении», владелец фотоателье «А. Ренцъ и Ф. Шрадеръ».(«H. Rentz & F. Schrader»)

## Биография
Отец Фридриха, Герман Иоганнович (Ермолай Иванович), определивший карьеру сына, имел в собственности фабрику по производству мебели и профессионально занимался резьбой по дереву. Так, его художественные работы по резьбе имеются, в частности, в Покровском соборе в Гатчине и Смольном соборе.
Подросший Фридрих был отправлен отцом обучаться на фотографа в Германию и во Францию, по возвращении устроился на работу в петербургском фотоателье «А. Рентц и К». Владелец заведения Генрих (Андрей) Рентц (Rentz) являлся родным братом матери Фридриха. В 1893 году ателье сменило вывеску на «А. Ренцъ и Ф. Шрадеръ» (H. Rentz & F. Schrader), поскольку Фридрих и Ренц стали компаньонами. Это название их семейное предприятие сохранило и после 1899 года, когда единственным хозяином остался Фридрих. Ателье всегда располагалось в центре Петербурга, на Большой Морской улице, но иногда, по объективным причинам, не зависящим от владельца, переезжало, меняя номер домов: 32, 30, 27, 21.
С 1901 года Фридрих получил возможность иметь изображения Государственного герба Российской империи на производимой фотоателье продукции, поскольку постоянное членство в Императорском Русском Техническом Обществе, полученное им, автоматически давало эту привилегию.
Фотоателье пользовалось у всех сословий столицы популярностью, отличаясь неизменным качеством фотоснимков и вкусом в их оформлении. На престижных фотовыставках было отмечено наградами. В 1917 году предприятие «А. Ренцъ и Ф. Шрадеръ» было национализировано большевиками и сменило наименование.
В 1918 году Фридрих переезжает в качестве эмигранта в город Выборг, который в то время относился к Финляндии, отделившейся от России. Спустя 12 лет, в 1930 году, Фридрих обосновывается в городе Энсо (фин. Jääski, ныне Светогорск). Умер он в Энсо, некролог опубликован в газете Ylä-Vuoksi № 12 от 26 марта 1931 года.

## Клиенты фотоателье
Портреты государственных деятелей
- Портрет Императора Александра III-го на яхте «Полярная звезда»
- Принц А. П. Ольденбургский
- Министр финансов России И. А. Вышнеградский
- Дипломат С. А. Поклевский-Козел, посланник в Иране, Японии, Румынии

Портреты издателей, писателей, журналистов:
- А. С. Суворин
- Ф. К. Сологуб
- В. М. Дорошевич

Портреты художников:
- И. Е. Репин
- Л. Ф. Лагорио

Портреты оперных певцов:
- Маттиа Баттистини (Италия)

Портреты драматических артистов
- В. Ф. Комиссаржевская
- В. А. Мичурина
- Портрет певицыА. Д. Вяльцева

Портреты артисток балета
- А. Я. Ваганова
- П. П. Парфентьева
- Л. К. Всеволодская
- Ю. Ф. Кшесинская

Портреты композиторов и музыкантов
- С. В. Рахманинов
- М. А. Балакирев
- А. Д. Шереметьев
- Ф. И. Шаляпин
- А. К. Глазунов

Портреты офицеров России
- А. А. Брусилов — его портрет поместили в БСЭ (т. 4 с. 63)
- полковника К. Г. Маннергейм, будущий президента Финляндии — его портрет разместил журнал «SEURA» № 16, 1966 г. (Финляндия)
- Н. П. Линевич, главнокомандующий русской армией (1905—1906)

## Награды фотоателье «А. Ренцъ и Ф. Шрадеръ»
- Почетный отзыв на Фотографической выставке в Санкт Петербурге 03.05.1891 г.
- Высочайшая благодарность Государя Императора Александра III 1891 г.
- Серебряная медаль на IV фотографической выставке в Санкт-Петербурге 30.03.1894 г.
- Высочайшая благодарность Государя Императора Николая II 26.10.1894 г.
- Золотая медаль на Художественной фотографической выставке в Москве 24.02.-03.04.1896
- Серебряная медаль на Всероссийской Промышленной выставке в Нижнем Новгороде (фотографический отдел) Октябрь 1896 г.
- Серебряная медаль на Промышленно-Художественной выставке в Стокгольме Октябрь 1897 г.
- Благодарность «Совета русского фотографического общества» на V-й фотографической выставке Императорского Русского Технического Общества апрель 1898 г.
- Grand prix на Парижской выставке за участие в коллективной работе членов V отдела Императорского Русского Технического Общества Октябрь 1900 г.
- Почётный диплом на Международной художественной выставке в Санкт-Петербурге 10.04.1903 г.

## Фотографии фотоателье «А.Ренцъ и Ф.Шрадеръ»

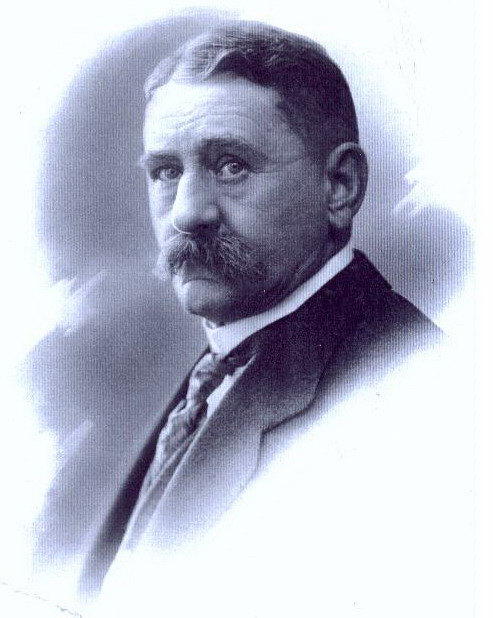
Фридрих Людвиг Германович Шрадер. Фотоателье «E. M. Andersen» 1919 год (Выборг)
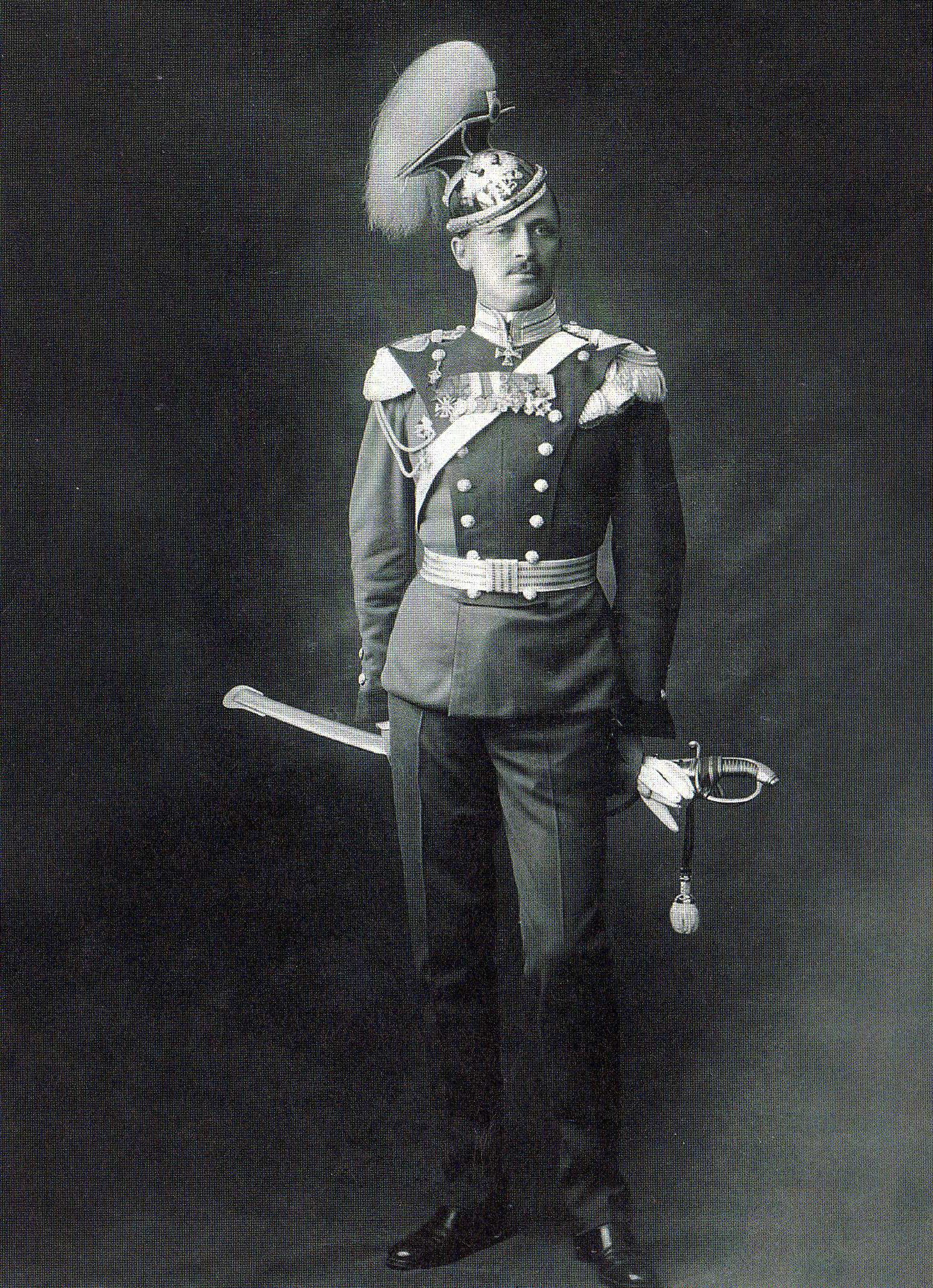
Карл Густав Маннергейм (1867—1951). Фото из журнала «SEURA» № 16, 1966 г. (Финляндия)
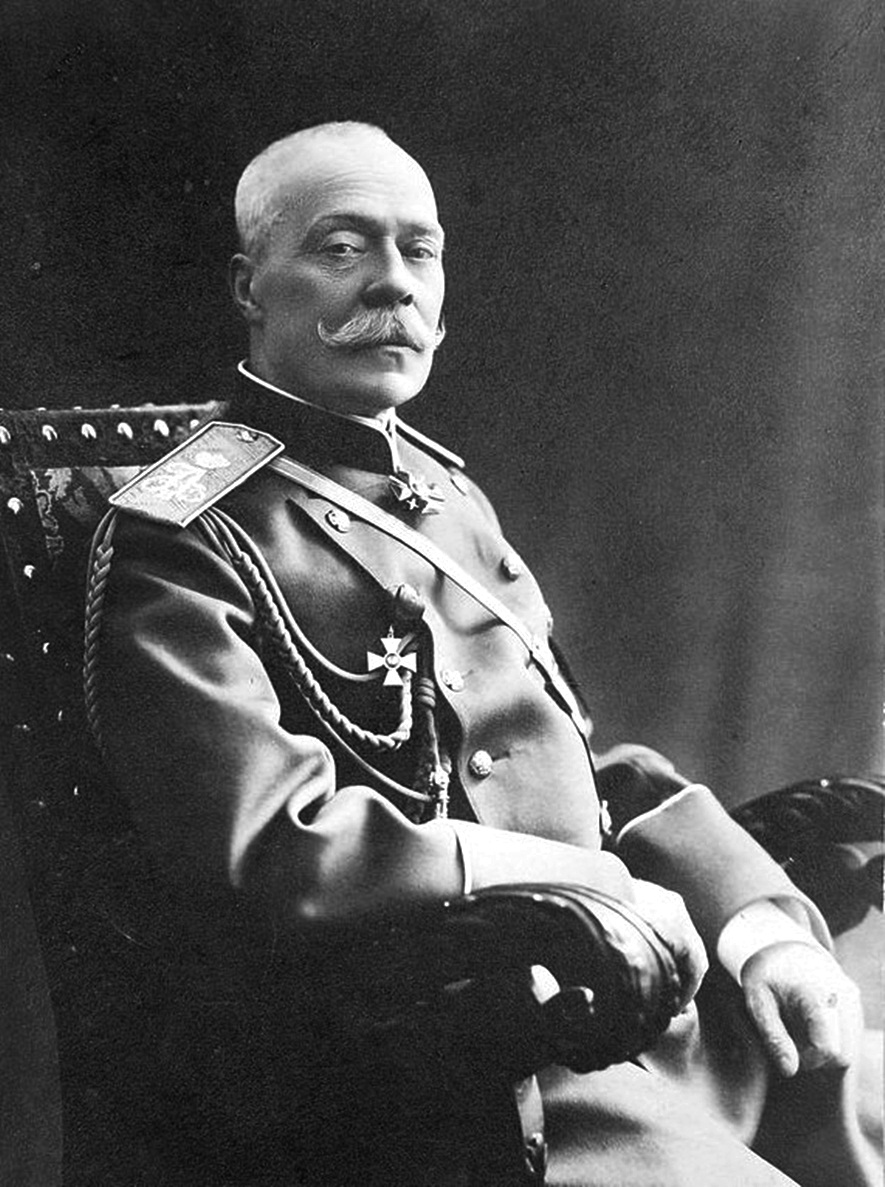
Принц А. П. Ольденбургский (1844—1932). Правнук Императора Павла I., генерал от инфантерии, сенатор
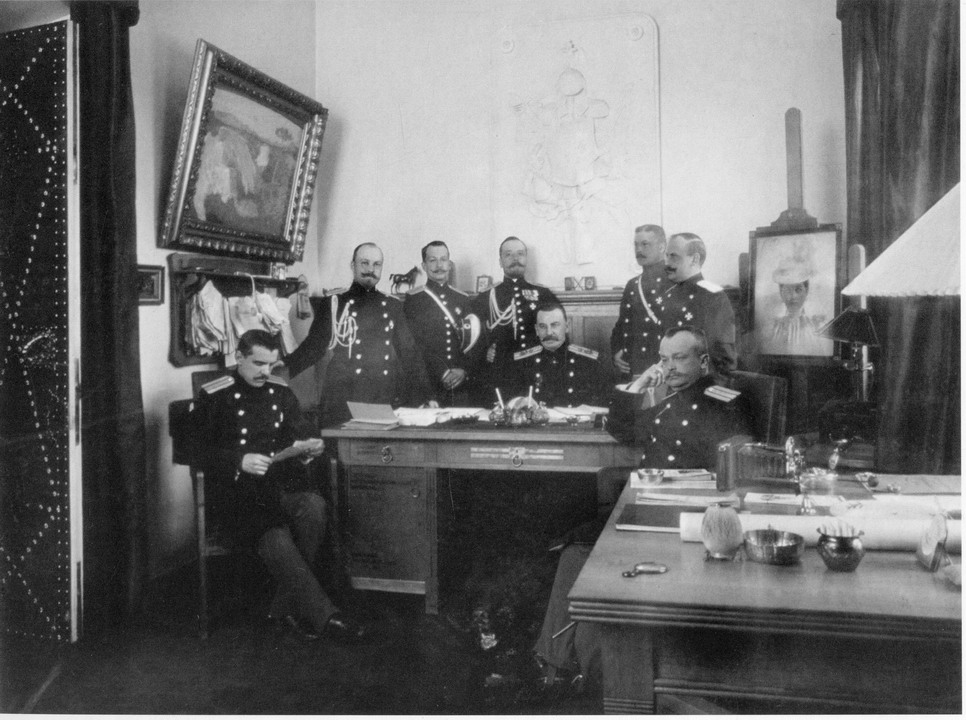
Князь Ф. Ф. Юсупов (1856—1928). Командир Кавалергардского Полка
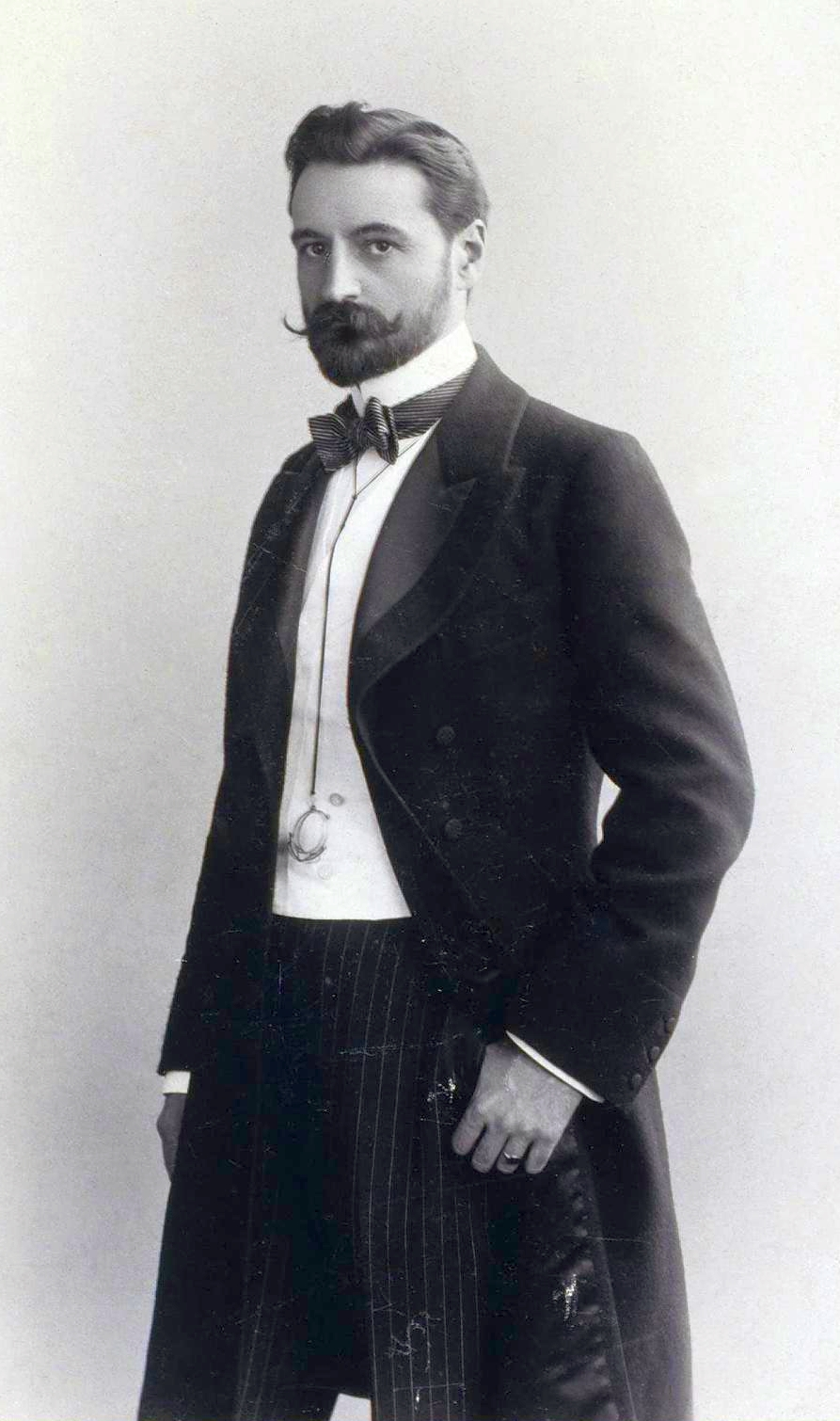
Князь С. М. Волконский. (1860−1937). Директор императорских театров
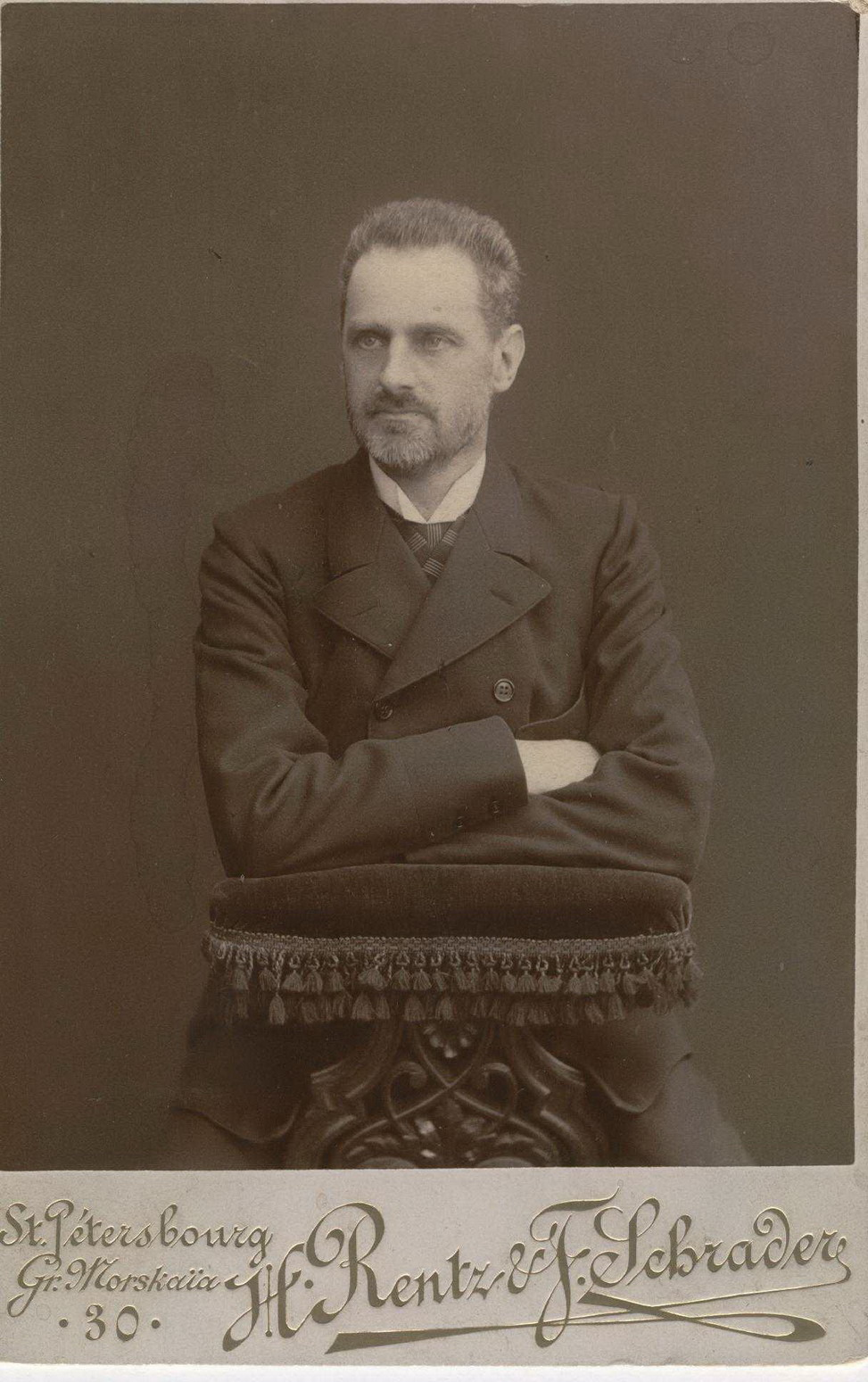
Граф Фридрих Георг Магнус фон Берг (1845—1938)
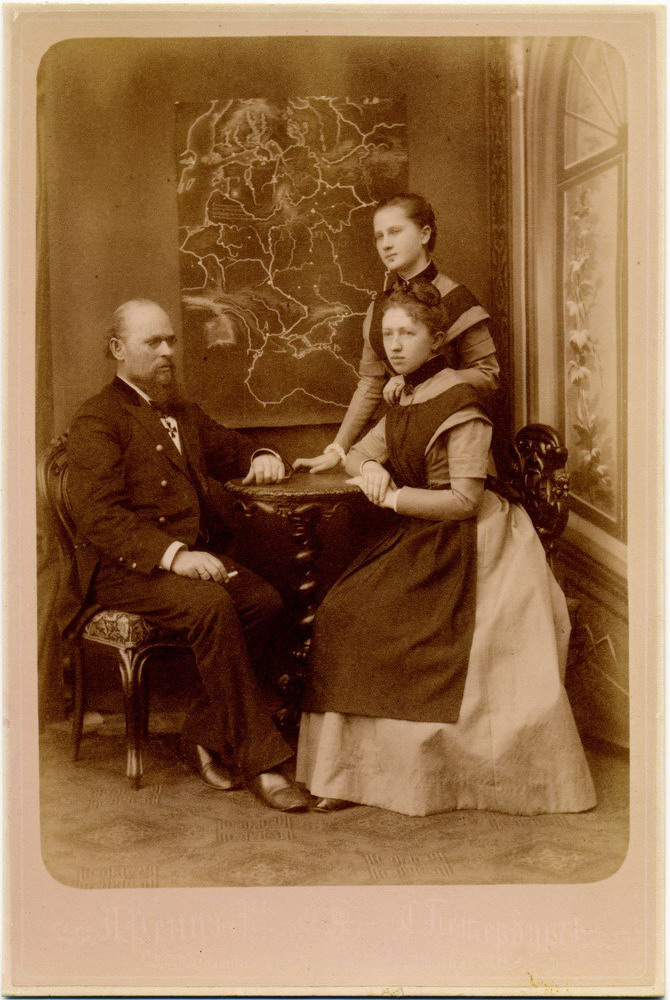
И. Н. Михайлов, действительный статский советник
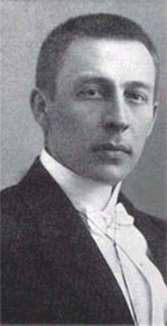
С. В. Рахманинов (1873—1943). Композитор
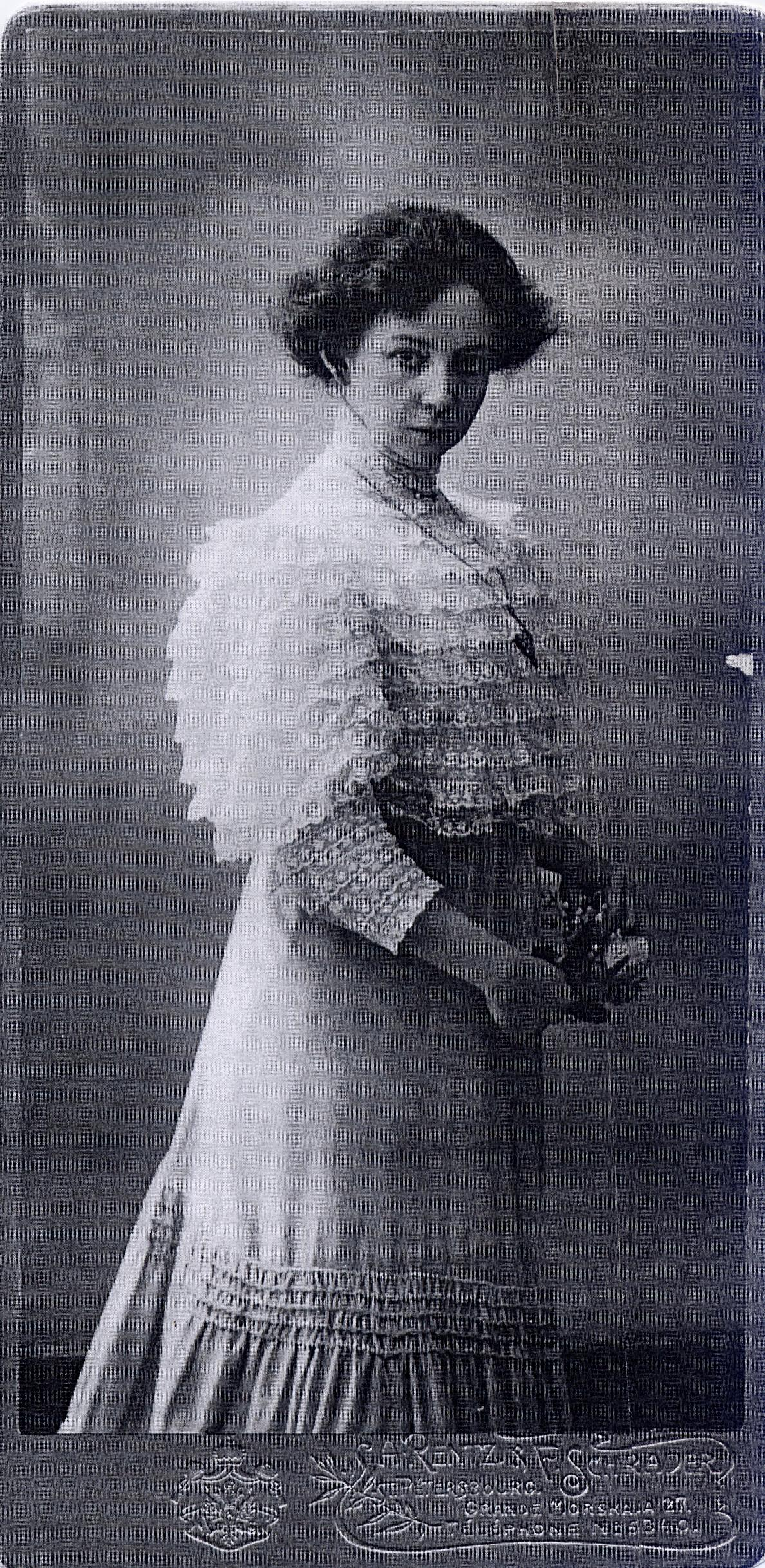
В. Ф. Комиссаржевская (1864—1910). Выдающаяся русская актриса
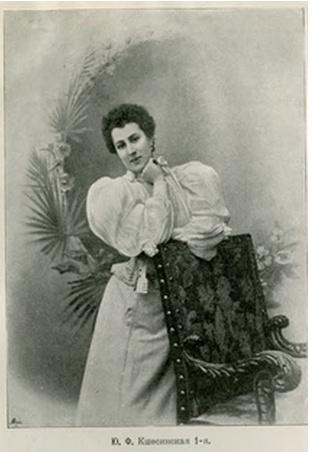
Ю. Ф. Кшесинская Балерина Мариинского театра
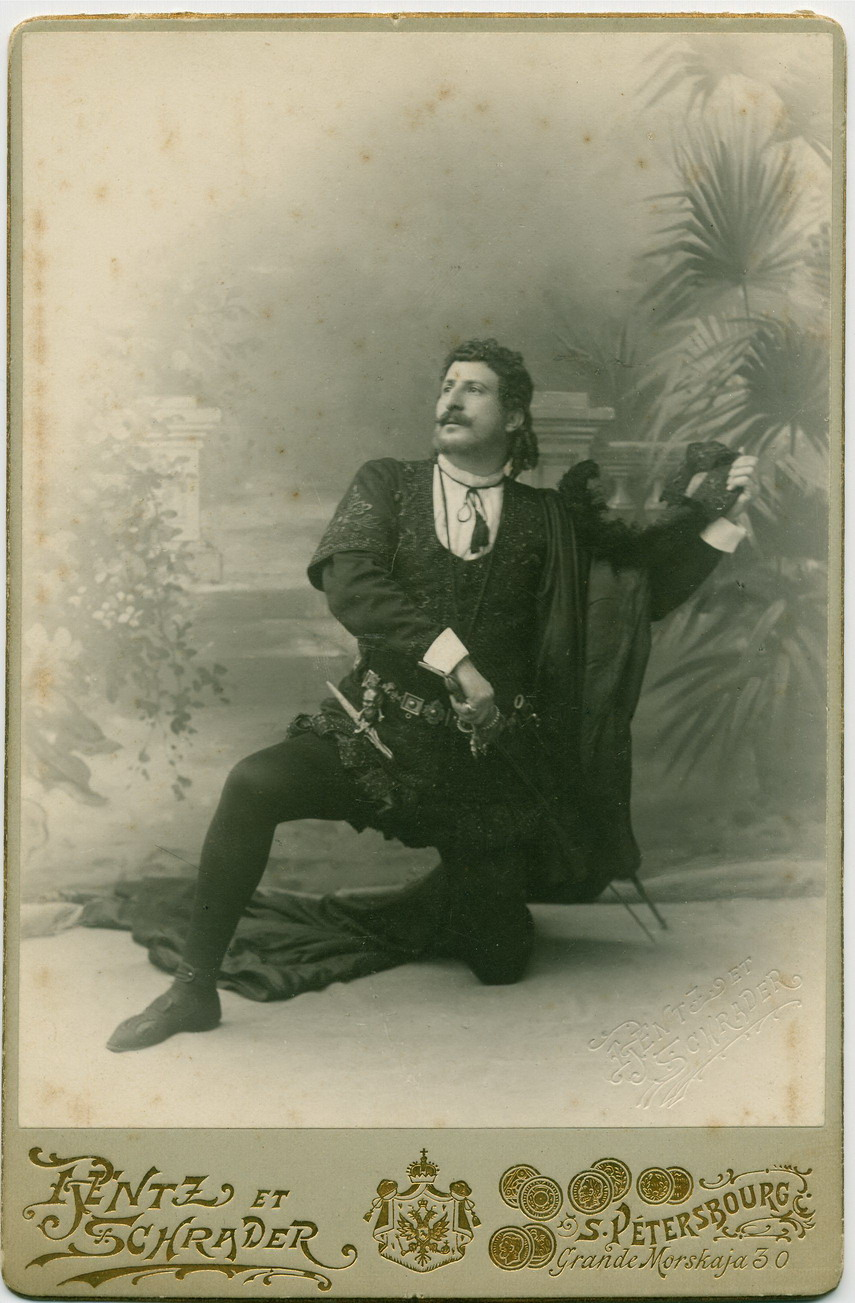
Маттиа Баттистини (1856—1927). Итальянский артист оперы (баритон)
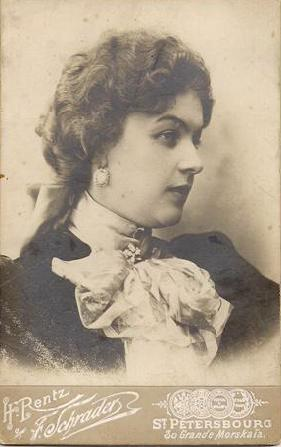
А. Д. Вяльцева (1871—1913). Знаменитая русская эстрадная певица, исполнительница цыганских романсов, артистка оперетты. Похоронена в Александро-Невской Лавре (Санкт-Петербург)
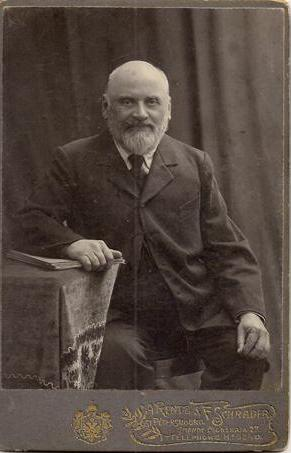
М. А. Балакирев (1837—1910). Композитор, дирижёр, Глава «Могучей кучки», управляющий Придворной певческой капеллой
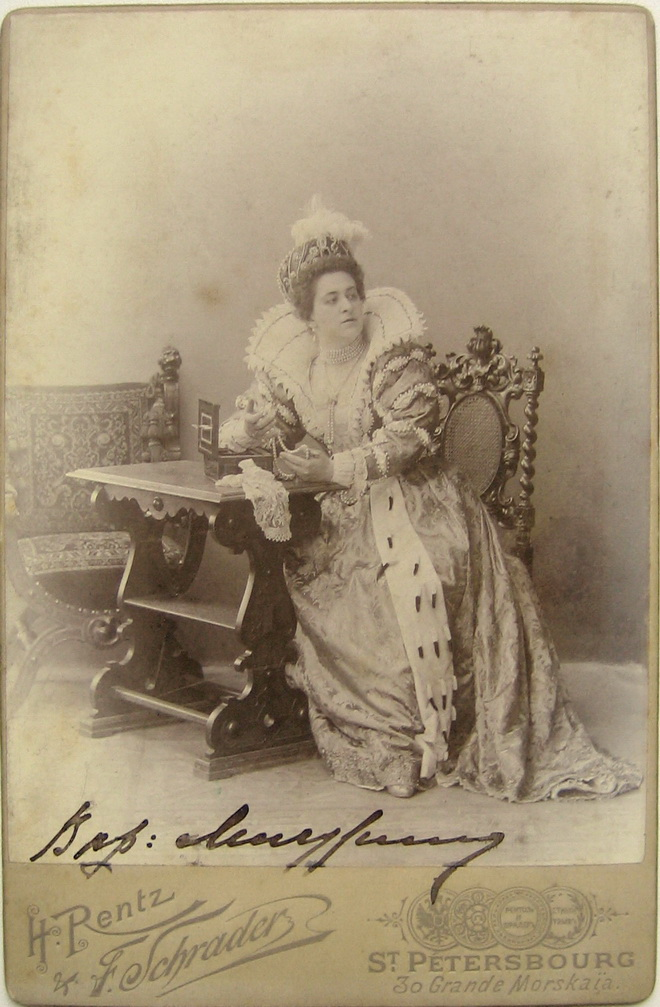
В. А. Мичурина (1866—1948). Актриса, Народная артистка СССР (1939)
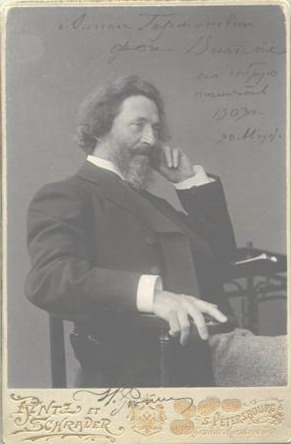
И. Е. Репин (1844—1930). Выдающийся русский художник
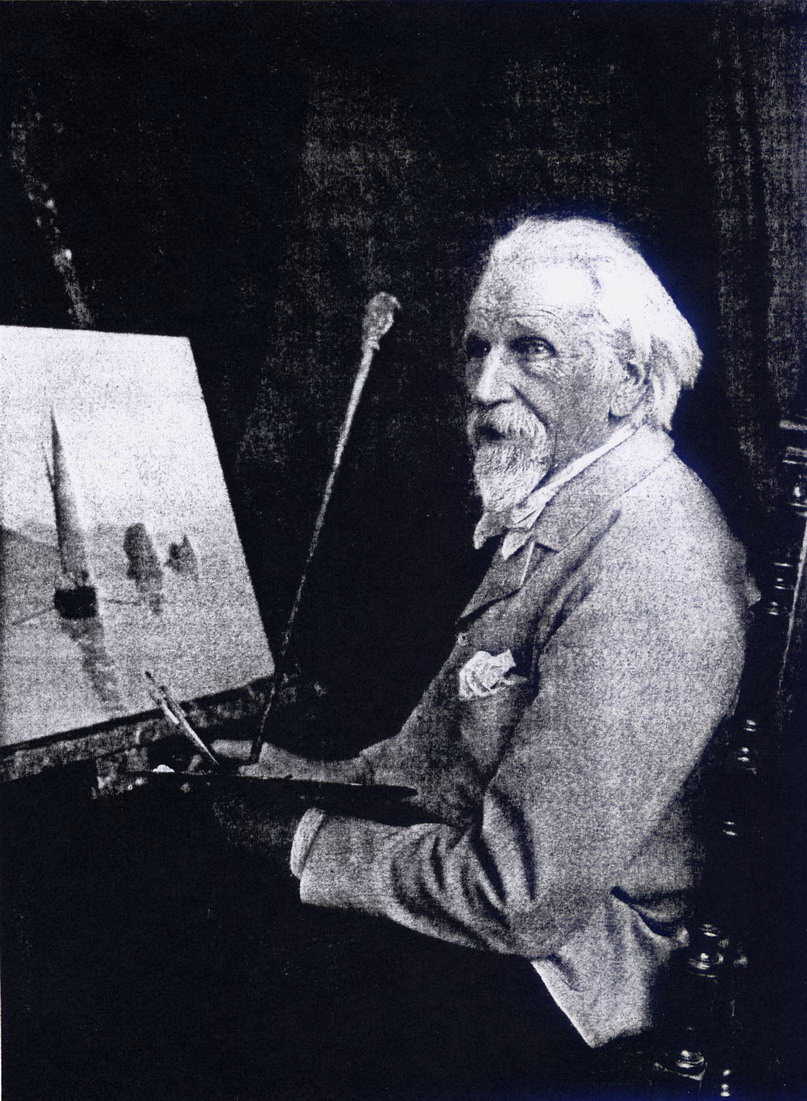
Л. Ф. Лагорио (1827—1905). Русский живописец и акварелист
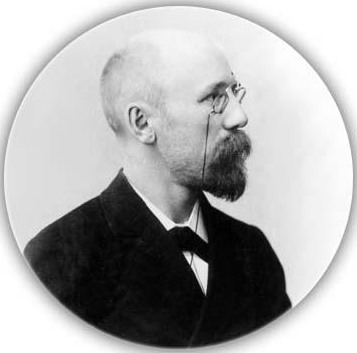
Ф. К. Сологуб (1863—1927). Русский писатель, поэт, переводчик
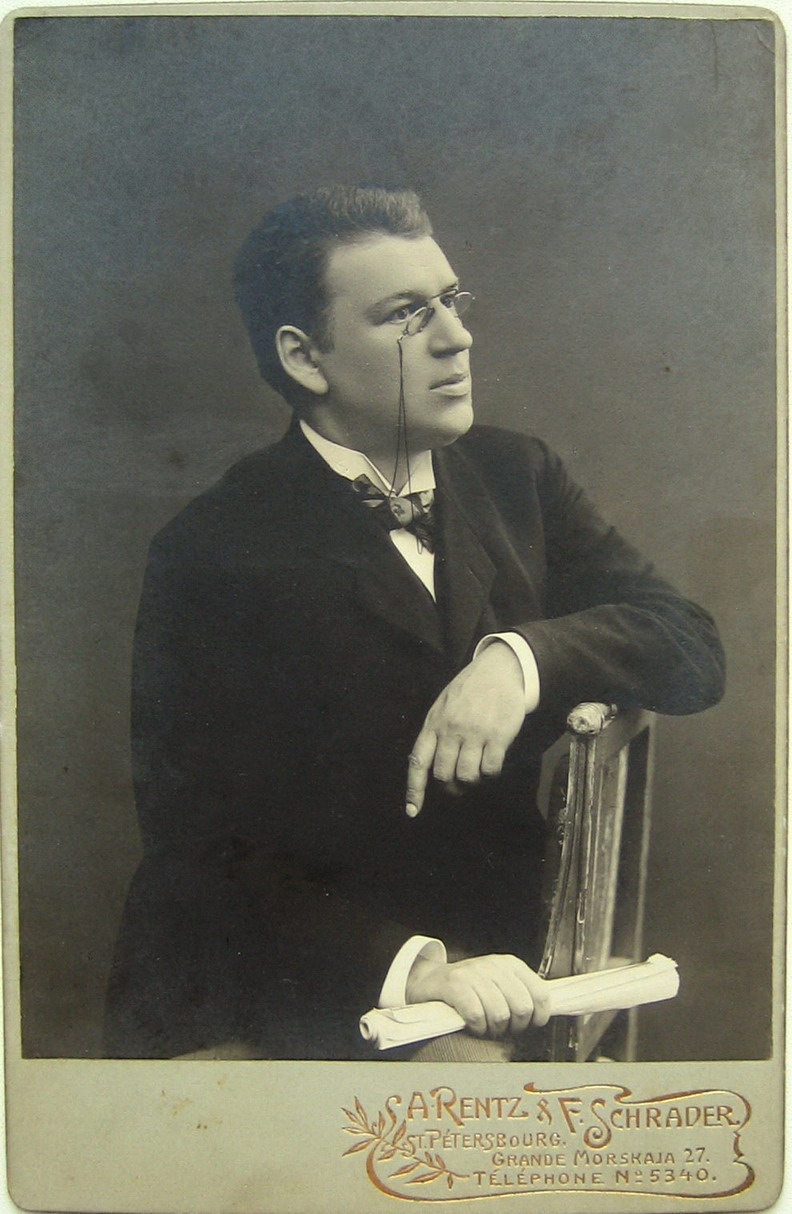
В. М. Дорошевич (1865—1922). Русский прозаик, публицист, критик
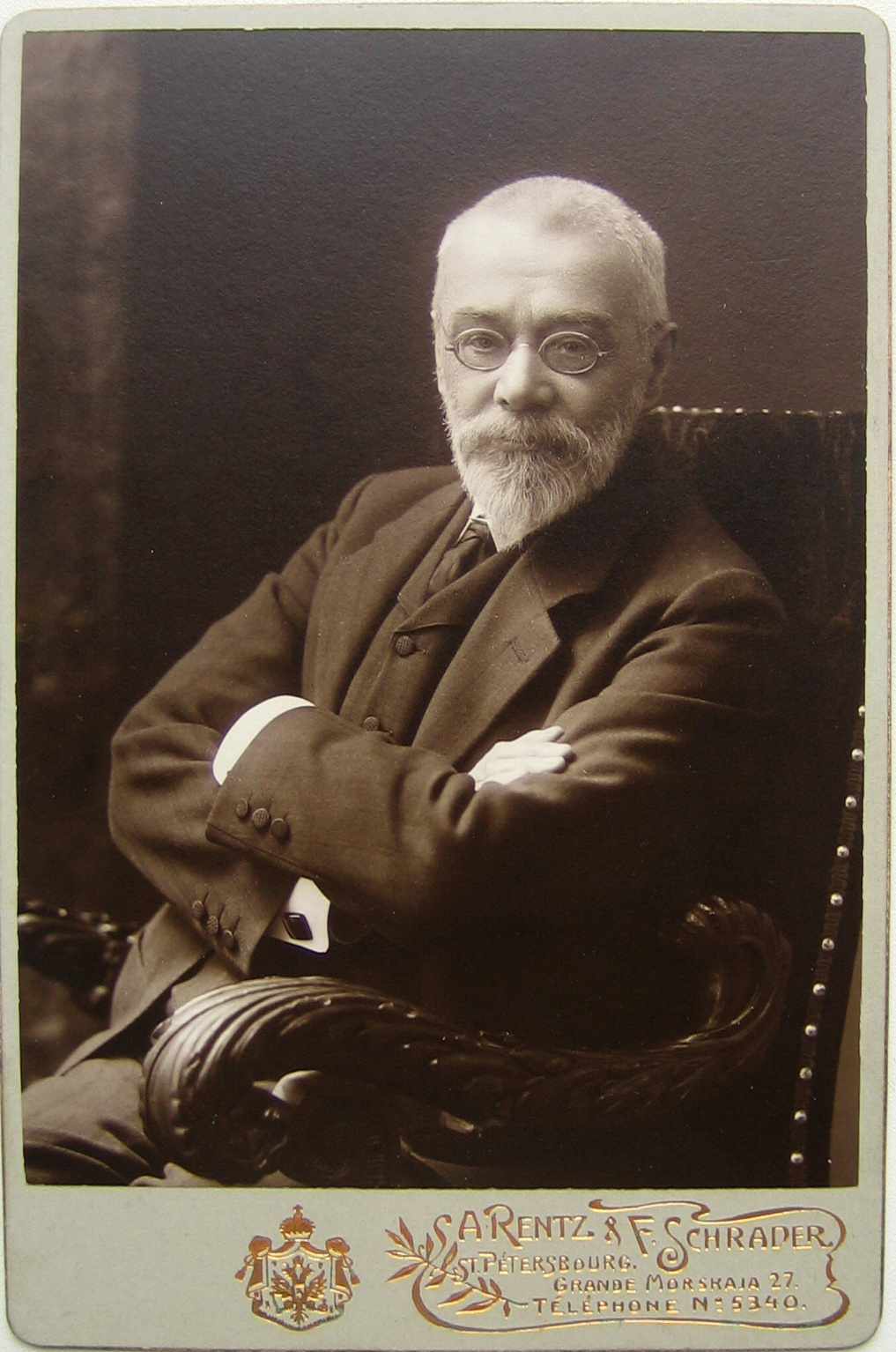
Предположительно, М. О. Меньшиков (1859—1918). Журналист, друг А. П. Чехова, прототип героя рассказа «Человек в футляре»
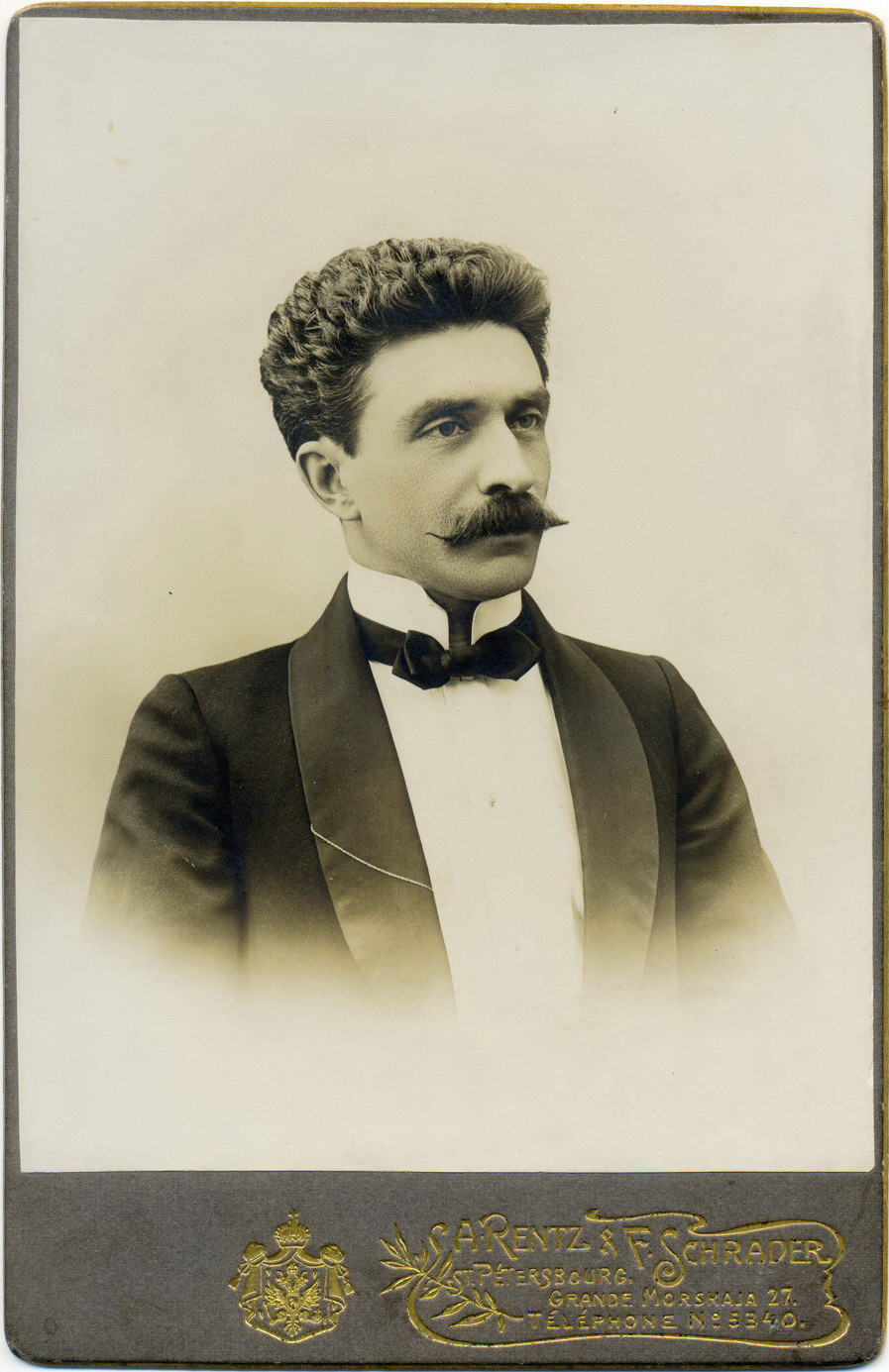
А. В. Ширяев (1867—1941). Русский и советский танцовщик, балетмейстер, один из первых режиссёров кино — и мультипликационных фильмов. Заслуженный артист РСФСР
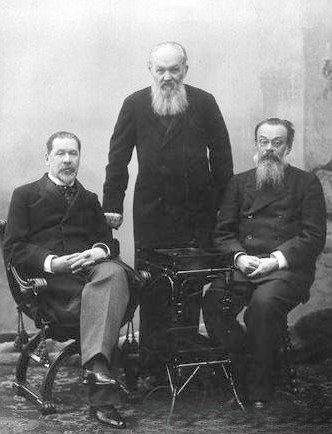
Н. Гей, А. С. Суворин, В. П. Буренин
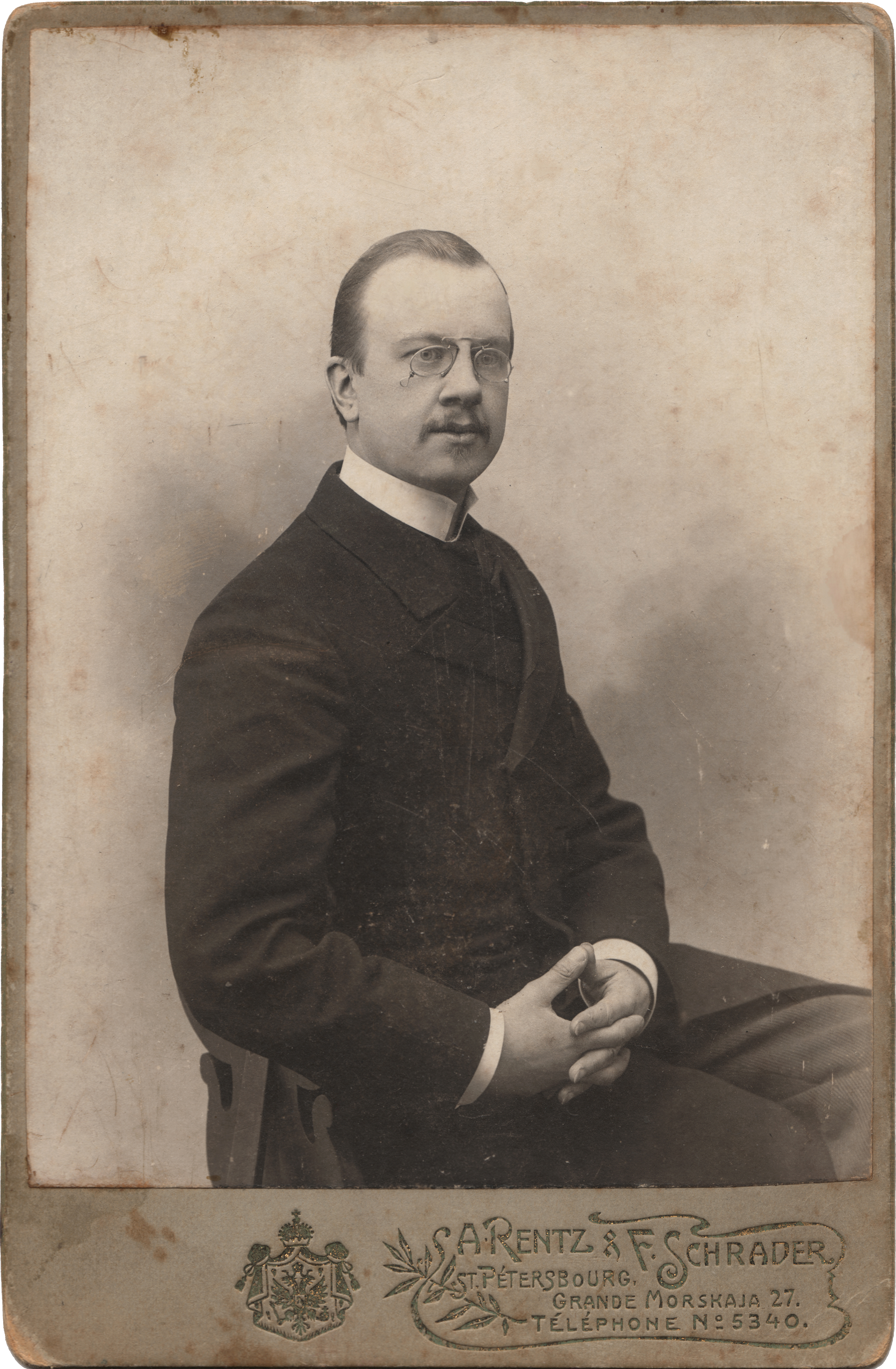
Пётр Худобин (1872—1920)[источник не указан 1208 дней]}. Дворянин
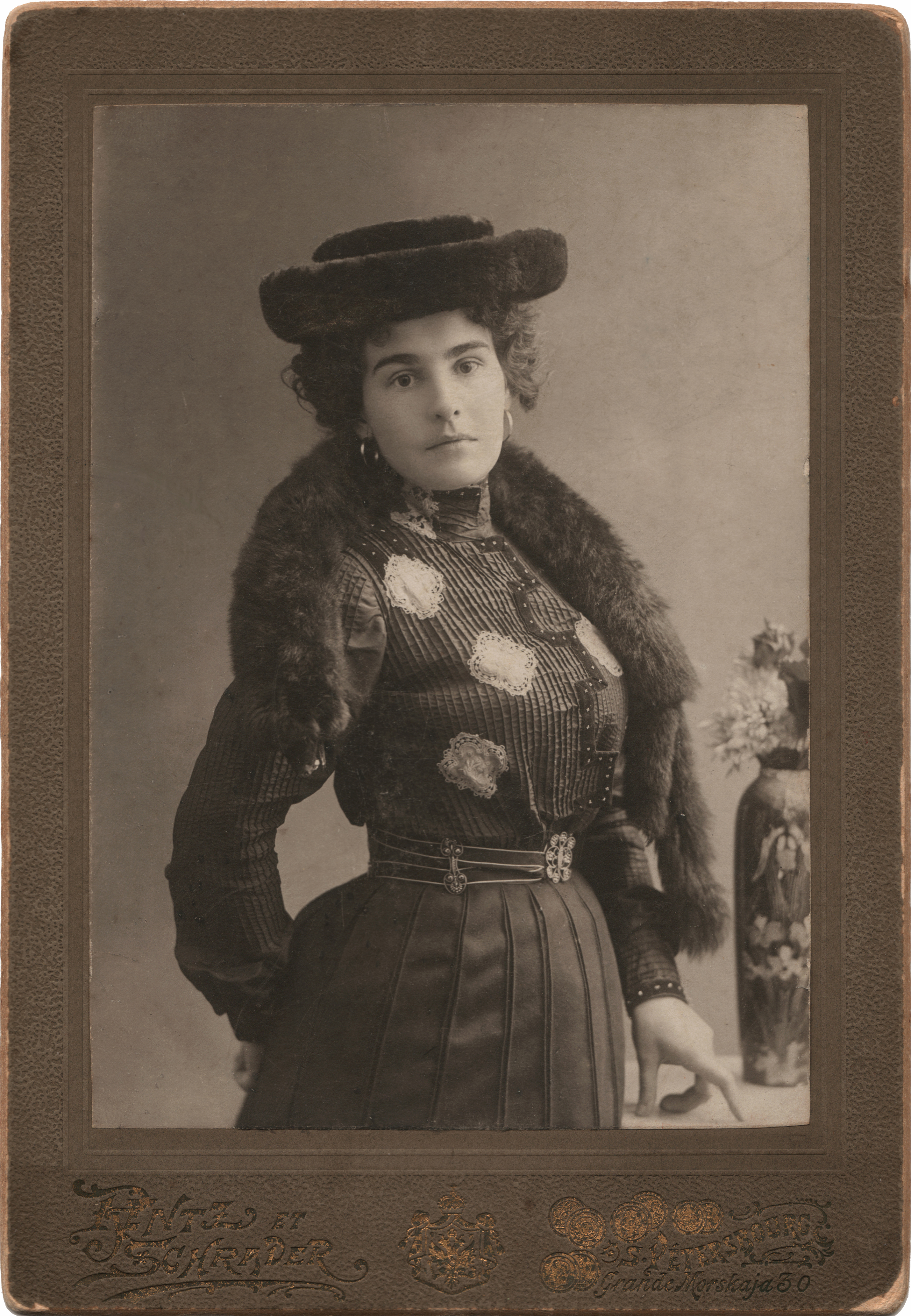
М. П. Худобина (1871—1949)[источник не указан 1208 дней]}. Жена Петра Худобина
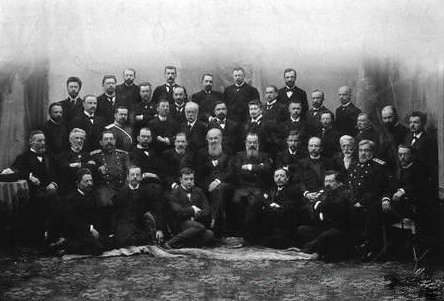
А. С. Суворин с сотрудниками издательства «Новое время»
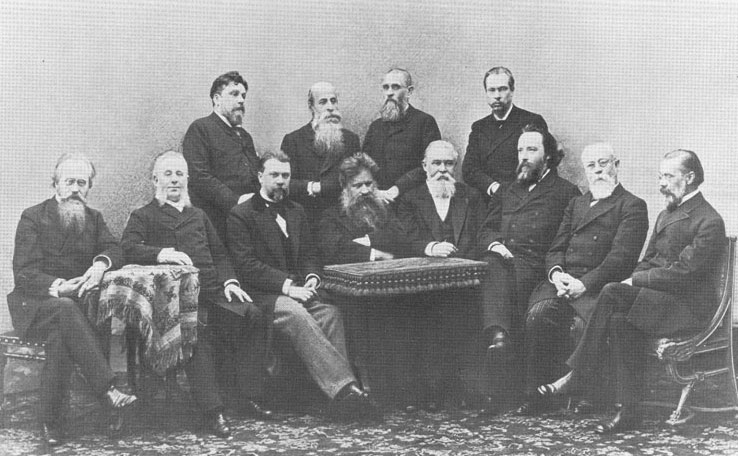
Комитет Литературного фонда. Крайний слева стоит писатель К. М. Станюкович
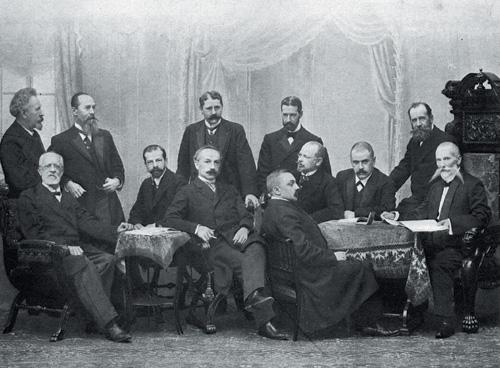
Непременные члены V-го отдела Императорского русского технического общества 1904 год. Стоит третий слева — Ф. Г. Шрадер
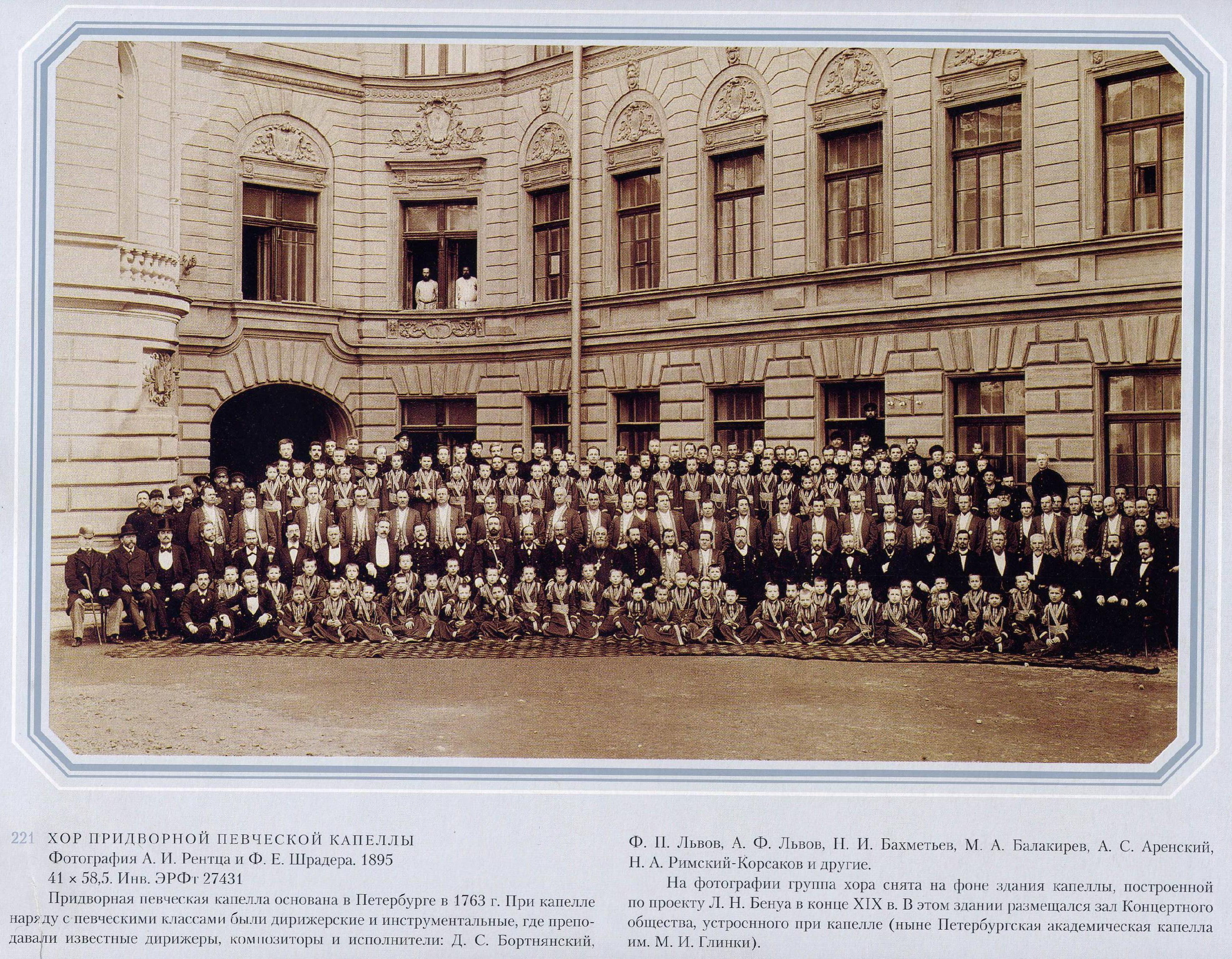
Хор Придворной певческой капеллы 1895 год
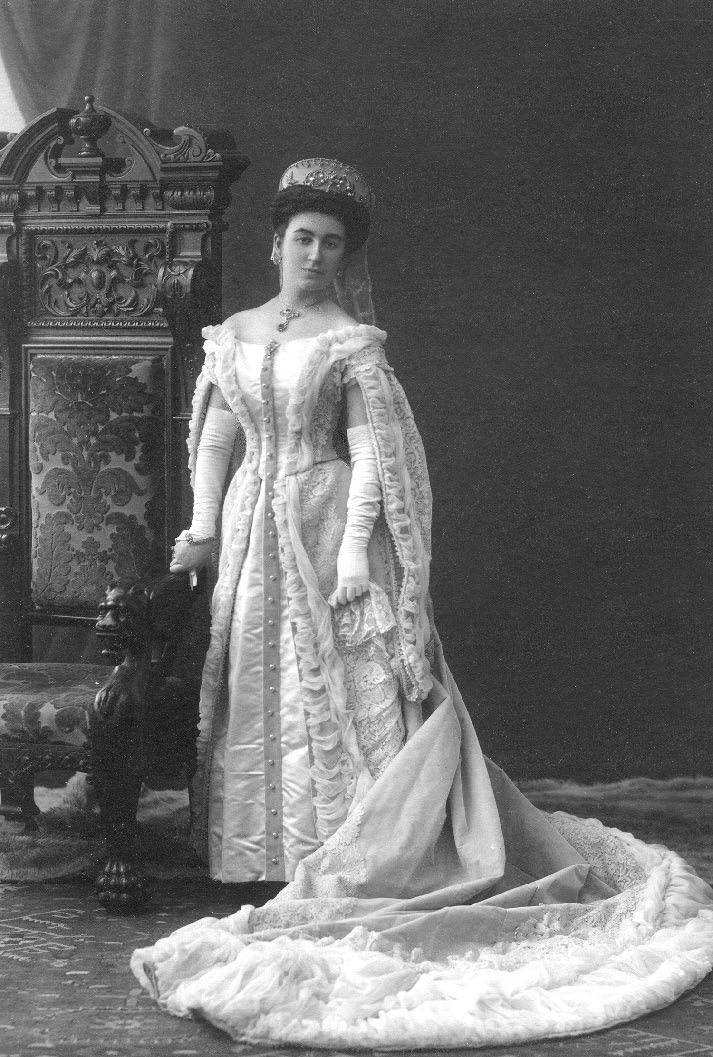
В. В. Комстадиус

## Реклама фотоателье

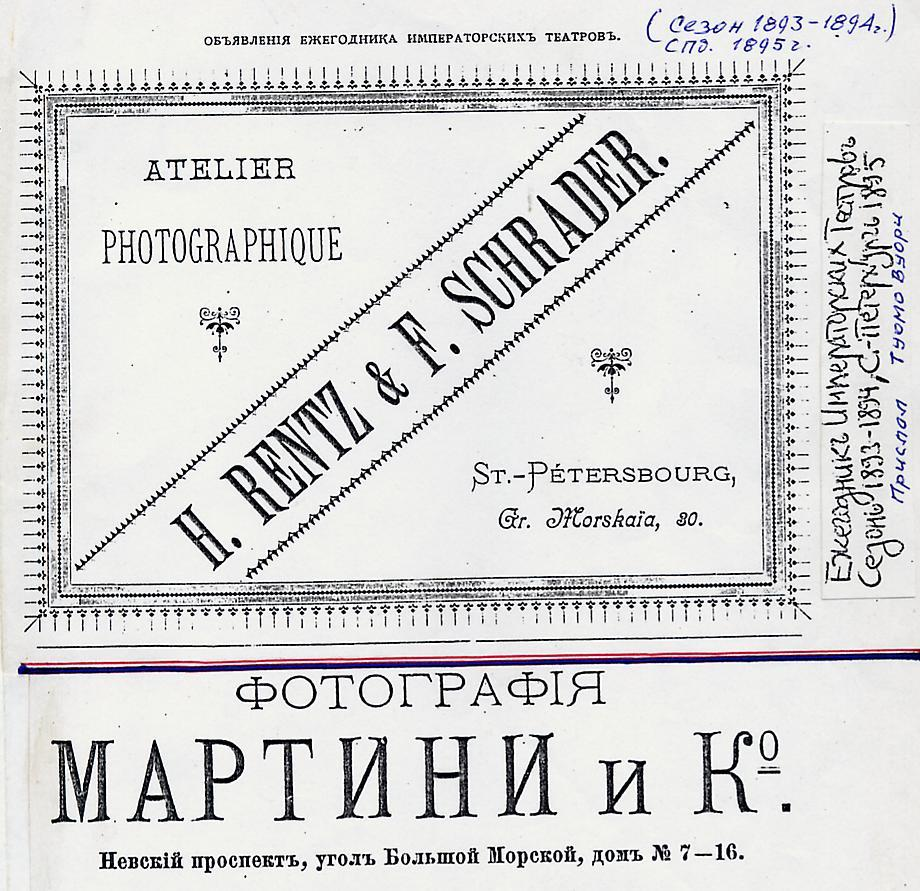
«Ежегодник Императорских театров» сезон 1893—1894 годов
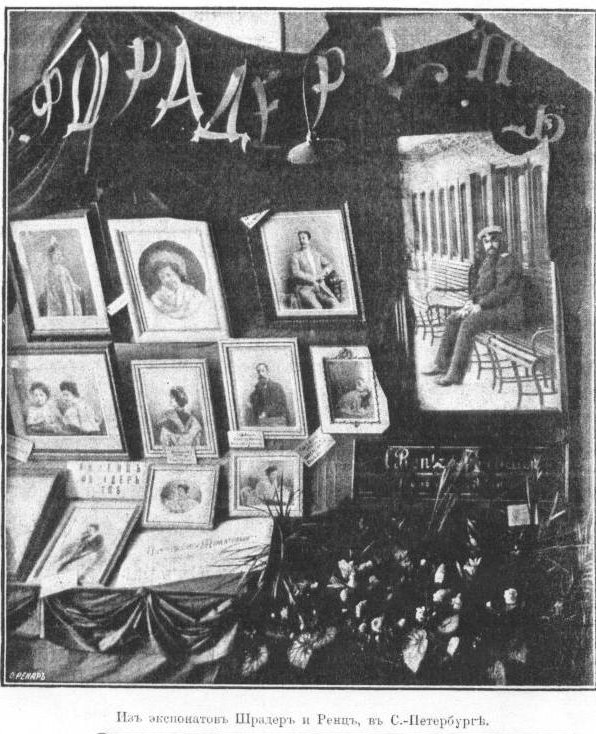
Стенд фотоателье «H.Rentz & F.Schrader» на Фотографической выставке, проходившей с 24.02—3.04.1896 в Москве
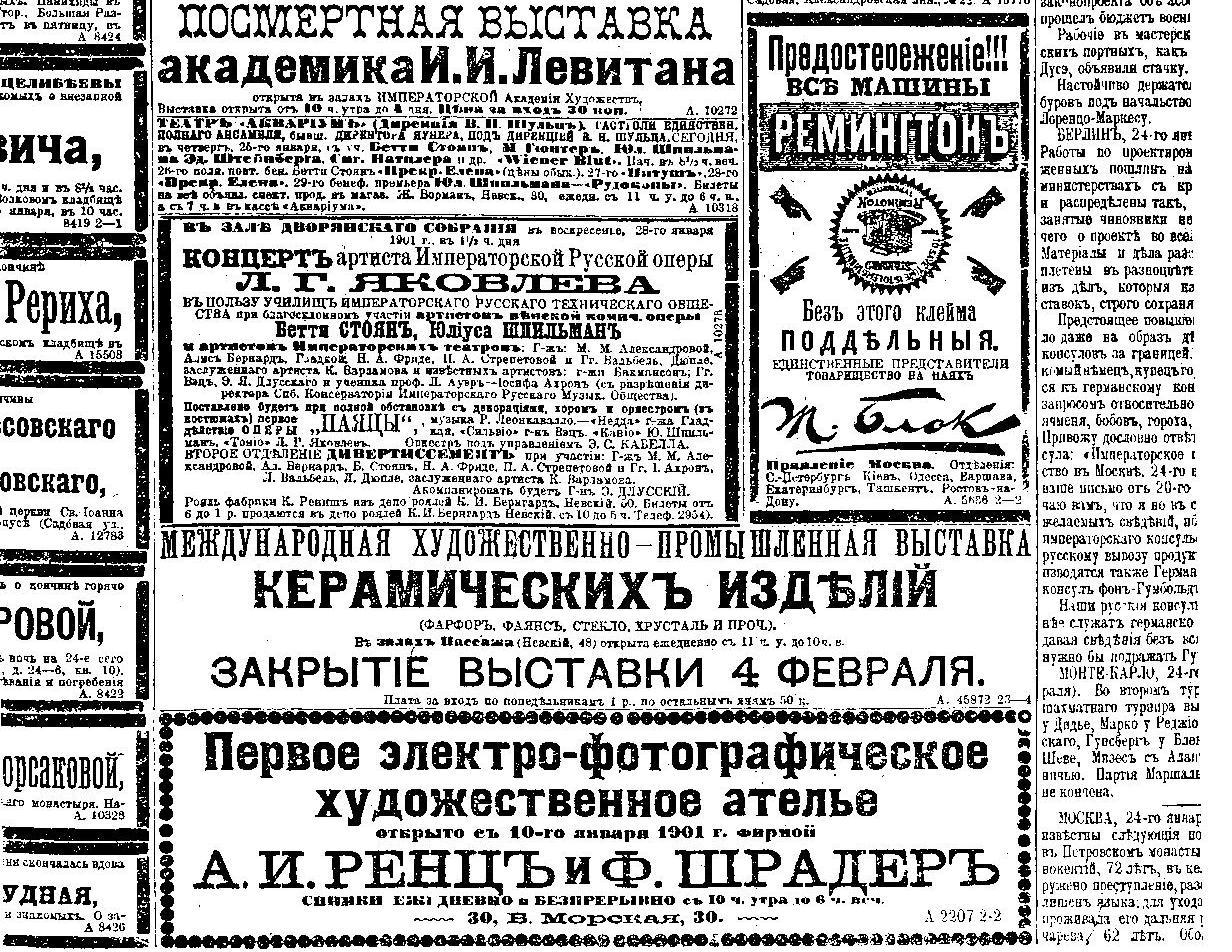
Газета «Новое Время» 19.01.1901 (издатель А. С. Суворин)